# Diocesi di Tuburnica
La diocesi di Tuburnica (in latino Dioecesis Thuburnicensis) è una sede soppressa e sede titolare della Chiesa cattolica.

## Storia
Tuburnica, nei pressi di Sidi-Ali e di Sidi-Bel-Cassem a 10 km circa da Chemtou nell'ovest dell'odierna Tunisia, è un'antica sede episcopale della provincia romana dell'Africa Proconsolare, suffraganea dell'arcidiocesi di Cartagine.
Sono due i vescovi certi attribuibili a questa antica diocesi: Enea, che prese parte alla conferenza di Cartagine del 411 e ne firmò gli atti; Crescenzo, che partecipò al concilio cartaginese del 646 contro i monoteliti. Morcelli attribuisce a Tuburnica anche il vescovo Repositus, che Mesnage invece assegna alla sede di Sutunurca, e Toulotte alla sede di Tubernuca: questo vescovo è menzionato da san Cipriano in una lettera a papa Cornelio, accusandolo di aver abiurato la fede cristiana in occasione della persecuzione e di aver trascinato nell'abiura la maggior parte dei suoi fedeli.
Dal 1933 Tuburnica è annoverata tra le sedi vescovili titolari della Chiesa cattolica; dall'11 dicembre 2015 il vescovo titolare è Rolf Steinhäuser, vescovo ausiliare di Colonia.

## Cronotassi

### Vescovi
- Reposito ? † (menzionato nel 256)
- Enea † (menzionato nel 411)
- Crescenzo † (menzionato nel 646)

### Vescovi titolari
- Attilio Beltramino, I.M.C. † (8 gennaio 1948 - 25 marzo 1953 nominato vescovo di Iringa)
- Cyprien-Louis-Pierre-Clément Tourel † (4 febbraio 1955 - 24 febbraio 1958 nominato vescovo di Montpellier)
- Heinrich Tenhumberg † (28 maggio 1958 - 7 luglio 1969 nominato vescovo di Münster)
- Barthélémy Malunga † (24 luglio 1969 - 11 marzo 1971 nominato vescovo di Kamina)
- Matthias N'Gartéri Mayadi † (28 ottobre 1985 - 7 marzo 1987 nominato vescovo di Sarh)
- José Saraiva Martins, C.M.F. (26 maggio 1988 - 21 febbraio 2001 nominato cardinale diacono di Nostra Signora del Sacro Cuore)
- Christpher Michael Cardone, O.P. (27 marzo 2001 - 19 ottobre 2004 nominato vescovo di Auki)
- José Leopoldo González González (15 novembre 2005 - 19 marzo 2015 nominato vescovo di Nogales)
- Rolf Steinhäuser, dall'11 dicembre 2015